# Zoo (формат файлов)
Zoo — формат, а также программа сжатия файлов, написанная Раулем Деси (Rahul Dhesi) в середине 1980-х годов. Формат основан на известном алгоритме сжатия LZW и определяется по расширению файла .zoo. В настоящее время этот формат используется не очень широко. Исходные тексты программы изначально были опубликованы в новостной группе Usenet comp.sources.misc и являются совместимыми со всеми UNIX-подобными операционными системами. Также доступны бинарные сборки для операционной системы MS-DOS.
Формат .zoo популярен на компьютерах Hewlett Packard (ранее Digital) VAX, работающих под операционной системой OpenVMS, а также некоторое время использовался сообществом Commodore Amiga.
Данный архиватор не является самым быстрым, не блещет качеством сжатия, но имеет при этом ряд важных преимуществ: архиватор позволяет хранить различные версии одного и того же файла в архиве и в последующем извлекать из архива нужную версию, что является очень полезным при архивации данных. В настоящее время сходную возможность реализует файловая система ZFS, разработанная компанией Sun Microsystems.

## Внешние ссылки
- Исходные тексты zoo 2.10
- unzoo — программа для извлечения файлов из архивов zoo. Исходные тексты прилагаются